# Siegessäule (Zeitschrift)
Die Siegessäule ist Berlins auflagenstärkstes Stadtmagazin und erscheint mit zwei kurzen Unterbrechungen monatlich seit April 1984. Die Siegessäule führte anfänglich den Untertitel ‚Berlins Monatsblatt für Schwule‘. 1996 wurde der Inhalt um lesbische Themen erweitert, seit September 2005 richtet sich die Siegessäule an eine queere Zielgruppe und ist damit das einzige Magazin dieser Größenordnung in Europa, das sich an die gesamte Bandbreite der LGBT-Community richtet. Im zweiten Quartal 2019 wurde die Zeitschrift an 573 Stellen in Berlin kostenlos ausgelegt und die verbreitete Auflage betrug 48.220 Exemplare.

## Geschichte
Vorgänger der Siegessäule war die AHA-Info der Allgemeinen Homosexuellen Arbeitsgemeinschaft (AHA). Beim Treffen Berliner Schwulengruppen (TBS) am 10. Februar 1984 schlug der AHA-Vorstand vor, die AHA-Info in ein „monatliches Info aller TBS-Gruppen überzuführen.“ Eine Arbeitsgruppe traf sich daraufhin am 21. Februar 1984 im Buchladen Eisenherz.
Im März 1984 stand der Name Siegessäule fest, in Anlehnung an das Berliner Denkmal Siegessäule im Großen Tiergarten. Ein Gründungstreffen der Siegessäule fand im SchwuZ statt. Die Erstausgabe erschien am 1. April 1984 im DIN-A4-Format mit einer Auflage von 500 Stück für eine DM.
Besonderes Augenmerk des Magazins war von Anfang an die Aufklärung und Berichterstattung über HIV und Aids. Im Dezember 1985 veröffentlichte die Siegessäule ein Sonderheft mit dem Titel „Aids – Die Dimension einer Krankheit“, in dem der damalige Stand der Forschung und die rund um die neue Krankheit entstehenden gesellschaftspolitischen Debatten von Schwulen für Schwule zusammengefasst und aufbereitet wurden. Das kostenlose Heft, an dem unter anderem Rosa von Praunheim, Matthias Frings, Peter Hedenström, Elmar Kraushaar, Thomas Brüggemann, Eberhard Zastrau und Karl-Heinz Albers mitarbeiteten, wurde unter anderem durch einen Zuschuss des damaligen Gesundheitssenators der Berliner CDU, Ulf Fink, finanziert.
Nach der vorläufig letzten Ausgabe im September 1989 (damals zum Preis von vier DM) ging die Siegessäule gemeinsam mit dem Nürnberger Heft Rosa Flieder im bundesweiten Schwulenmagazin magnus auf und erschien darin ab November 1990 als Berlin-Beilage. Darüber hinaus wurde sie kostenlos in der Berliner Szene verteilt. Die neue Siegessäule hatte anfangs acht Seiten und listete 216 Termine für Schwule. Micha Schulze und Dirk Evenson bauten das redaktionelle Profil aus, damit wuchs der Umfang des Beilegers innerhalb weniger Monate auf 24 Seiten.
Nach einem konkursbedingten Verlagswechsel im Jahr 1995 erschienen magnus und damit auch Siegessäule im Jackwerth Verlag des Kölner Journalisten Reiner Jackwerth († 26. Dezember 2015). 1996 wurde das Magazin magnus endgültig eingestellt. Die Siegessäule feierte ihre Wiedergeburt losgelöst von magnus als eigenständiges Stadtmagazin und liegt seitdem kostenlos und anzeigenfinanziert in der Berliner Szene aus. Die neue Chefredaktion, bestehend aus Manuela Kay (ab 1996) und Peter Polzer (ab 1997), machte aus dem „schwulen“ nun offiziell ein „schwullesbisches Stadtmagazin“. Im Verlauf der 1990er Jahre entwickelte sich die Siegessäule immer mehr zu einem ernstzunehmenden journalistischen Medium und wurde zum Sprachrohr der schwul-lesbischen Szene.
Im Jahr 2004 umfasste die Siegessäule durchschnittlich 100 Seiten bei einer Auflage von fast 50.000 Exemplaren. Neben der kostenlosen Auslage in etwa 600 Geschäften, Restaurants und Bars gab es ab Herbst 2004 die Zeitschrift auch an Kiosken zum Preis von 2,90 Euro.
Zwischen 2005 und 2008 war Holger Wicht Chefredakteur der Siegessäule und ersetzte nach einem Relaunch im September 2005 den Begriff „schwullesbisch“ auf dem Cover durch das Wort „queer“. Damit manifestierte sich der Anspruch des Magazins, alle Menschen des LGBT-Spektrums gleichermaßen zu adressieren, erstmals direkt als Teil der Marke Siegessäule. Eine Ausrichtung, die auch vom nachfolgenden Chefredakteur Sirko Salka, der von 2008 bis 2013 das Magazin leitete, weitergeführt wurde. Zum 25. Jubiläum bezeichnete der damalige Regierende Bürgermeister Berlins, Klaus Wowereit, die Siegessäule im März 2009 als „publizistisches Flaggschiff der schwul-lesbischen Community Berlins“.
Im Herbst 2012, kurz nach der Übernahme des Magazins durch den neu gegründeten Verlag Special Media SDL der Verlegerinnen Gudrun Fertig und Manuela Kay, erschien die Siegessäule erstmals mit einem zweisprachigen Programmkalender (deutsch/englisch). Die seit der Märzausgabe 2013 aktive, schwul-lesbische Chefredaktion Jan Noll und Christina Reinthal baute den englischsprachigen Content sukzessive weiter aus, und im Oktober 2014 erschien – zum 30. Jubiläum des Heftes – unter dem Namen „Siegessäule – We are queer Berlin“ die erste in weiten Teilen zweisprachige Ausgabe des Magazins. Heute ist Berlins queeres, deutsch-englisches Stadtmagazin die auflagenstärkste Publikation ihrer Art weltweit.
Von der Maiausgabe 2017 bis zur Juliausgabe 2023 war Jan Noll alleiniger Chefredakteur.
Mit der April-Ausgabe 2024 beging die Siegessäule das 40. Jubiläum ihres Erscheinens.

## Druck
Das Magazin Siegessäule berichtet monatlich zu queer-relevanten Themen unter anderem aus den Bereichen Politik, Community, Stadtgeschehen, Film, Musik, Literatur und Theater. Mit monatlich um 3000 gelisteten Terminen bietet die Siegessäule den umfangreichsten regionalen Programmteil in einem Medium der queeren Community Deutschlands. Weitere kostenlose Printprodukte des Verlags, die unter dem Namen Siegessäule veröffentlicht werden, sind das schwullesbische Branchenbuch Siegessäule Kompass. Darüber hinaus erschienen bisher unregelmäßig Sonderhefte zum Berliner CSD, zum queeren Filmpreis Teddy, zum Welt-AIDS-Tag und zum Berliner Leder- und Fetischtreffen. Im November 2015 war Siegessäule erstmals für das Auftragsmagazin der Gala „Künstler gegen Aids“ der Berliner Aids-Hilfe verantwortlich.

## Online
Seit Januar 1997 hat Siegessäule eine Internetpräsenz, die im November 2008 von der späteren Verlegerin Gudrun Fertig zu einem umfassenden Angebot mit eigener Redaktion, stets aktuellem Veranstaltungskalender für Berlin und ausführlichem Verzeichnis von Szene-Locations ausgebaut wurde. Seit einem Relaunch im April 2013 ist der Terminkalender zweisprachig (Deutsch und Englisch) nutzbar. Gleichzeitig wurde eine mobile Version der Seite eingeführt. Inhaltlich verantwortlich ist das Redaktionsteam der Siegessäule, das die Webseite täglich mit aktuellen Artikeln versieht.

## Grafik und Logo
Das aktuelle Siegessäule-Logo existiert seit dem Heft-Relaunch im Oktober 2014. Die gewählte Schrift Compacta wurde anlässlich des 30. Geburtstags des Magazins von Volker Demand, Creative-Director seit 1995 und gestalterisch verantwortlich für alle Relaunches bis 2020, als Reminiszenz an die Anfänge der Siegessäule gewählt. Es ist dieselbe Schrift, in der das Logo bereits 1984 verfasst war, allerdings wurden die Buchstaben damals kursiv gesetzt.

## Aktionen
- In der Mai-Ausgabe 2006 mobilisierte die Siegessäule zur Parada Równości in Warschau, um LGBTs in Polen in ihrer damals schwierigen gesellschaftspolitischen Lage zu unterstützen.[13]
- Bei verschiedenen Anlässen, wie beispielsweise dem lesbisch-schwulen Stadtfest in Berlin und in der im Jahr 2016 monatlichen Siegessäule-Lounge sammelt das Magazin immer wieder Spenden für queere NGOs und Selbsthilfeprojekte wie beispielsweise Queer Amnesty, die Schwulenberatung, LesMigraS, MILES oder Women in Exile.
- Im April 2016 trat Siegessäule gemeinsam mit dem ebenfalls im Special Media SDL Verlag erscheinenden Lesbenmagazin L-MAG der Berliner Initiative „Berlin braucht uns! Keine Stimme den Blauen und Braunen“, einem Zusammenschluss von queeren Medien, Institutionen und Selbsthilfegruppen. Unter dem Motto beziehen die Beteiligten aktiv Stellung gegen die Parteien AfD und NPD.[14]

## Preise
- Von 1993 bis 2015 verlieh die Siegessäule jährlich auf der Berlinale den zuletzt mit 1000 Euro dotierten Preis „Else“. Der Preis der Siegessäule Leser Jury für queere Filme war ein offizieller Preis der Internationalen Filmfestspiele Berlins.[15]
- Des Weiteren veranstaltete Siegessäule zwischen 2009 und 2014 den jährlich zu Ostern im SchwuZ stattfindenden Siegessäule-Drag-Contest, bei dem der oder die beste Dragperformer der Hauptstadt gekürt wurde.[16][17][18]

## Veranstaltungen
- Neben diversen großen Partys in den 1990er und frühen 2000er Jahren („Spring“-Party 1997 und die mit bis zu 6000 Gästen in der Arena Berlin Treptow, exorbitant besuchten Partys zum 15. und 20. Jubiläum des Magazins 1999 bzw. 2004), veranstaltete die Siegessäule in den vergangenen Jahren immer wieder Podiumsdiskussionen und Events zu relevanten Themen wie „Lesbische Sichtbarkeit“,[19] „Diskriminierung innerhalb der Szene“ oder „Aufklärung über Hepatitis C“.
- Von 2010 bis 2013 veranstaltete Siegessäule viermal gemeinsam mit dem SchwuZ das „Queer Noises Festival“ – eine Plattform, auf der sich Bands aus dem queeren Musikunderground einer größeren Öffentlichkeit präsentieren konnten.[20]
- Zum 30. Jubiläum der Siegessäule wurde im Herbst 2014 gemeinsam mit dem Schwulen Museum* die Ausstellung „30 Jahre Siegessäule“ realisiert, bei der alle jemals erschienenen Ausgaben des Magazins für Besucher zugänglich gemacht werden konnten. Außerdem wurden ausgewählte Schätze aus dem umfangreichen Fotoarchiv der Siegessäule gezeigt, das zur Vernissage der Ausstellung feierlich dem Schwulen Museum geschenkt wurde.[21]

## Diskussionen
- Im November 2003 veröffentlichte die Siegessäule eine Titelgeschichte, die sich mit dem Coming-out junger Schwuler und Lesben in der türkisch-muslimischen Community beschäftigte. Das dazugehörige Cover zeigte die türkische Fahne unter der Headline „Türken raus!“ – ein Wortspiel mit der im Kontext des Coming-out-Prozesses und der homosexuellen Emanzipation gebräuchlichen Formulierung „Raus aus dem Schrank!“. Das Cover rief heftige Reaktionen in der queeren und der türkischen Community Berlins hervor.[22]
- In der Mai-Ausgabe 2006 mobilisierte die Siegessäule zur Parada Równości in Warschau und zeigte dabei die Zeichentrickfiguren Lolek und Bolek in adaptierter Form: als Aktivisten für Homosexualität auf ihrem Cover mit dem Slogan „Polen jetzt – Teraz Polska“, der von einer Marketingkampagne der polnischen Wirtschaft übernommen wurde. In Polen erregte das Cover großes Aufsehen. Neben mehreren Organisationen ergriffen unter anderem die Bürgerinitiative zur Verteidigung des Abbilds von Bolek und Lolek und die Inhaber der Verwertungsrechte von Lolek und Bolek Initiative gegen die Abbildung.[23]
- Im Zuge des sogenannten „CSD-Streits“ von 2014, der zu einer Spaltung der Berliner Pride-Aktivitäten in drei unterschiedliche Demonstrationen führte, veröffentlichte die Siegessäule einen satirischen Beitrag unter dem Titel „Welcher CSD-Typ bist du? Siegessäule hilft bei der Wahl der richtigen Demo“. Der Beitrag rief mitunter heftige Reaktionen in einigen Teilen der Berliner Community hervor. In einem Offenen Brief warf beispielsweise der Berliner Partyveranstalter Bob Young der Siegessäule vor, mit diesem Beitrag die Spaltung der Berliner Szene voranzutreiben.[24]